# اوکی‌موس (میشیگان)
اوکی‌موس (به انگلیسی: Okemos) یک منطقهٔ مسکونی در ایالات متحده آمریکا است که در شهرستان اینگام، میشیگان واقع شده‌است. اوکی‌موس ۴۳٫۸ کیلومتر مربع مساحت و ۲۱٬۳۶۹ نفر جمعیت دارد و ۲۵۶ متر بالاتر از سطح دریا واقع شده‌است.